# Mike Moore
Pour les articles homonymes, voir Mike Moore (hockey sur glace) et Moore.
Michael Kenneth Moore dit Mike Moore, né le 28 janvier 1949 à Whakatane (Nouvelle-Zélande) et mort à Auckland (Nouvelle-Zélande) le 2 février 2020,, est un homme d'État néo-zélandais.
Après une première expérience en tant qu'imprimeur, employé dans le secteur de la boucherie, ouvrier dans la construction, travailleur social et chercheur dans le domaine syndical, il est devenu en 1972 le plus jeune député jamais élu[réf. souhaitée] en Nouvelle-Zélande.

## Biographie
Mike Moore est né à Whakatane (Bay of Plenty, Nouvelle-Zélande) en 1949. Il a grandi à Moerewa et a fait ses études au Bay of Islands College et à la Dilworth School. Après avoir quitté l'école à 15 ans, il a d'abord travaillé comme ouvrier puis comme imprimeur. Il est devenu un syndicaliste actif, rejoint le Parti travailliste à l'âge de 16 ans et à l'âge de 17 ans a été élu au Conseil des métiers d'Auckland. Il est devenu le premier représentant des jeunes à l'exécutif du Parti travailliste et a été vice-président de l'Union internationale de la jeunesse socialiste pour deux mandats consécutifs. Il a épousé Yvonne Dereany en 1975.
Il est élu à la Chambre des représentants en 1972 à l'âge de 23 ans, le plus jeune député issu de ces élections. Il perd son siège en 1975 mais en retrouve un en 1978 et siège au Parlement jusqu'en 1999. Membre de l'aile droite du parti, il s'associe à Roger Douglas, Michael Bassett et David Lange pour contraindre le chef du Parti travailliste, Bill Rowling, à démissionner en 1983 ; David Lange prend la tête du parti, et devient Premier ministre en 1984. Dans ce gouvernement travailliste de David Lange dans les années 1980, Mike Moore occupe plusieurs fonctions ministérielles, dont notamment ministre du Commerce extérieur puis ministre des Affaires étrangères. Il soutient et participe à la libéralisation économique du pays entreprise par ce gouvernement, ouvrant la Nouvelle-Zélande au libre-échange. Après la démission de David Lange, Mike Moore occupe durant 59 jours la fonction de Premier ministre, jusqu'à conduire son parti à la défaite aux élections de 1990. En 1993, Helen Clark le défie avec succès pour prendre la direction du parti.
De 1999 à 2002, il est directeur général de l'Organisation mondiale du commerce. De 2010 à 2015, il est l'ambassadeur de Nouvelle-Zélande aux États-Unis.

### Famille
Mike Moore a épousé Yvonne Dereany en 1975.

## Fonctions
Mike Moore est directeur général de l'OMC de 1999 à 2002. Il est aussi Premier ministre de Nouvelle-Zélande en 1990.
Il a occupé de nombreuses fonctions dont : 
- 1984-1990 : ministre du Commerce extérieur et de la Commercialisation
- 1984-1987 : ministre du Tourisme, des Sports et des Loisirs
- 1984-1988 : ministre chargé de la publicité
- 1984-1990 : président de la Commission ministérielle du développement économique et de l'emploi
- 1988-1989 : ministre chargé de la Coupe de l'America
- 1988-1990 : ministre des relations extérieures et du Commerce
- 1988-1990 : vice-ministre des Finances
- 1990 : Premier ministre de la Nouvelle-Zélande
- 1990 : ministre des Affaires étrangères
- 1990-1993 : chef du Parti travailliste et de l'opposition
- 1993-1999 : porte-parole de l'opposition pour les affaires étrangères et le commerce extérieur.

## Publications
- On Balance: A Labour Look at Regional, Community and Town Development, Auckland, Peter J.Harris, 1980,  (ISBN 9780868700014)
- Beyond Today: A Look at a Sustainable Economy, Resource Management and Control and a History of Environmental Politics in New Zealand, Christchurch (NZ), Papanui LEC, 1981
- A Pacific Parliament: A Pacific Idea - An Economic and Political Community for the South Pacific, Wellington, Asia-Pacific Books, 1982,  (ISBN 9780908583270)
- The Added Value Economy, 64 p., Wellington, Asia-Pacific Economic News, 1984,  (ISBN 9780908583447)
- Hard Labour, 198 p., Auckland, Penguin Books, 1987,  (ISBN 9780140102352)
- Fighting for New Zealand: New Zealand in the 21st Century, 197 p., Wellington, MMSC Ltd, 1993,  (ISBN 9780473017699)
- Children of the Poor: How Poverty Could Destroy New Zealand's Future, 126 p., Christchurch, Canterbury University Press, 1996,  (ISBN 9780908812677)
- A Brief History of the Future: Citizenship of the Millenium, Christchurch, Shoal Bay Press, 1998, 192 p. (ISBN 9780908704774)
- A World Without Walls: Freedom, Development, Free Trade and Global Governance, 292 p., Cambridge University Press, 2003,  (ISBN 0521827019)
- Doha and Beyond: The Future of the Multilateral Trading System, 184p., Cambridge University Press, 2004,  (ISBN 0521833434)